# Andrew Johnston
Andrew Johnston (Dumfries, 23 de setembro de 1994) é um cantor britânico que se tornou notório após aparecer na segunda temporada do show de talentos britânico Britain's Got Talent, em 2008. Embora não ganhasse a competição, ele recebeu um contrato para gravar com a Syco Music, uma gravadora pertencente ao jurado Simon Cowell. O seu álbum de estreia, One Voice, foi lançado em setembro do mesmo ano e chegou ao 4º lugar no UK Albums Chart. Embora Johnston originalmente tenha se comportado como soprano, sua voz já foi amadurecida para o barítono, e agora é membro do Coro da Juventude Nacional.
Johnston nasceu em Dumfries, na Escócia, e seus pais se separaram quando ele era um bebê. Ele e sua mãe se mudaram para Carlisle, onde moravam em "pobreza". Ele se tornou corista principal na Catedral de Carlisle, e sofreu bullying na escola por causa de seu amor pela música clássica. Enquanto alguns jornalistas argumentaram que os produtores do Britain's Got Talent se aproveitaram dos antecedentes de Johnston, outros aclamaram sua história como inspiradora. Em 2009, ele se formou na Trinity School. Johnston agora estuda em tempo integral no Royal Northern College of Music.

## História

### Coro da Catedral de Carlisle
Johnston nasceu em 23 de setembro de 1994 em Dumfries, na Escócia, filho de Andrew Johnston e Morag Brannock. Ele recebeu o extenso nome Andrew Aaron Lewis Patrick Brannock John Grieve Michael Robert Oscar Schmidt Johnston. Os seus pais se separaram quando tinha oito meses de idade e, a partir desse momento, ele começou a morar com sua mãe e três irmãos mais velhos em Carlisle, Cúmbria, no norte da Inglaterra, onde frequentava a Trinity School. Johnston entrou no coro da Catedral de Carlisle aos seis anos de idade, sob recomendação de Kim Harris, seu professor na escola primária. Ele foi auditado pelo maestro do coro, Jeremy Suter, e foi aceito aos sete anos de idade. A mãe de Johnston, que não tinha nenhuma associação prévia com a catedral, descreveu que seus sentimentos foram dominados pela emoção de ter seu filho cantando em um "edifício impressionante entre aquelas vozes extraordinárias". Sua mãe também descreveu a regime prática do mesmo, ocupada quatro vezes por semana e todos os domingos, dizendo que ela tomou todo seu tempo livre. No entanto, ela disse que a equipe da catedral tornou-se como uma família para seu filho e que "foi um sentimento agradável, seguro e próximo para ele". Johnston, que frequentou a Trinity School, estava sujeito a abusos e ameaças que o levaram a contemplar o abandono do coro, mas ele foi ajudado através da provação pelo seu maestro e pelo decano e cânones da catedral. No momento da sua participação no Britain's Got Talent, Johnston era cabeça de corista.
Em setembro de 2008, depois de sua aparição no Britain's Got Talent, mas antes do lançamento de seu primeiro álbum, Johnston embarcou em uma turnê pela Noruega com o coro, atuando na Catedral de Stavanger e na Abadia de Utstein, entre outros lugares. A turnê foi concebida porque a Diocese de Stavanger está relacionada com a Diocese de Carlisle através da Parceria para a Missão Mundial. Esta foi a última turnê de Johnston com o coro. Ele se apresenta como corante de cabeça em um dos álbuns do coro, The Choral Music of F.W Wadely, lançado em novembro de 2008.

### Britain's Got Talent

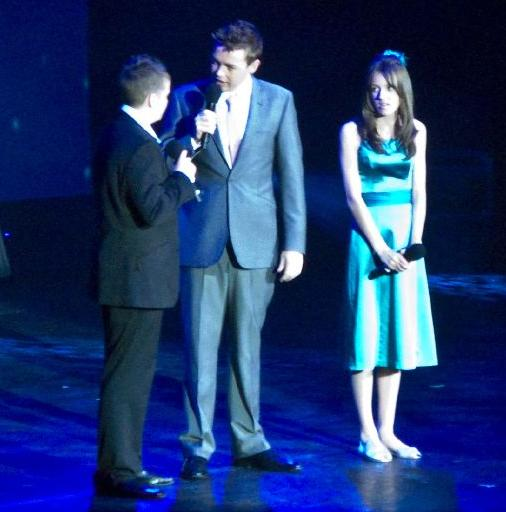
Johnston (à esquerda) com Faryl Smith e Stephen Mulhern na Turnê Britain's Got Talent.

Johnston entrou como concorrente na segunda temporada de Britain's Got Talent, por sua mãe. Ele passou pela primeira audição pública cantando "Pie Jesu", presente em Requiem de Andrew Lloyd Webber. Amanda Holden, uma das juradas da competição, foi bastante rígida, e a audiência ofereceu a Johnston uma ovação de pé. Johnston foi indicado como favorito para vencer a competição. Mais tarde, o mesmo descreveu sua audição inicial como assustadora, dizendo que "era assustador cantar frente a 2.500 pessoas. Eu nunca tinha cantado no palco antes – então também havia Simon, Amanda e Piers". Ele chegou a semifinal em 27 de maio de 2008, recebendo a maior quantidade de votos na noite e, assim, se qualificando para a final. O mesmo cantou "Tears in Heaven" de Eric Clapton; O jurado Holden disse-lhe que tinha "um presente de Deus na [sua] voz". Na final, em 30 de maio, ele novamente cantou "Pie Jesu". Johnston terminou em terceiro lugar, atrás do vencedor, o dançarino de rua George Sampson e o segundo, o grupo de dança Signature. Johnston deixou o palco em lágrimas dizendo que "estava chateado. Mas quando você vê os talentos que estavam lá, era uma honra apenas estar na final". No dia seguinte à final, o publicitário da Cowell, Max Clifford, disse que era "bastante possível" que Cowell ganhasse contrato com gravadoras juntamente com alguns dos finalistas, incluindo Johnston. Johnston e outros concorrentes embarcaram em uma turnê na arena nacional.
Durante sua audição inicial, Johnston afirmou que ele foi intimidado e vitimado a partir dos seis anos de idade, por causa de seu canto. Quando perguntado sobre como ele lidou com o problema, ele afirmou: "Eu continuo cantando". Havia reivindicações no Daily Mail, um tabloide baseado no Reino Unido, de que os produtores do programa haviam exagerado deliberadamente a extensão do bullying sofrido por Johnston como uma "história de soluços", sugerindo que sua simpatia ao invés de seu canto obteve muitos votos. No entanto, no The Times, a história de sucesso de Johnston foi descrita como "material dos contos de fadas", pois ele foi bem-sucedido apesar de ter sido criado na "pobreza". Johnston disse que falou sobre ser intimidado porque acreditou "que isso ajudaria as pessoas que estavam passando pelo que eu tinha passado serem mais forte". Johnston já visitou escolas e outros lugares para ajudar outras vítimas de bullying. Ele disse: "Eu quero usar minha experiência com valentões para ajudar outras crianças".

### One Voice
Em 12 de junho de 2008, enquanto Johnston estava viajando com a Turnê Britain's Got Talent, foi anunciado que ele havia assinado contrato com a Syco Music, uma divisão da Sony BMG, e que seu primeiro álbum seria produzido após a turnê. O acordo teria sido de £ 1 milhão. Depois de assinar com a Syco, Johnston fez aparições públicas, incluindo a realização da celebração de aniversário de Andrew Lloyd Webber em 14 de setembro e do Carlisle United no Brunton Park.
O álbum de estreia de Johnston, One Voice, foi lançado em 29 de setembro de 2008. Inclui uma versão de "Walking in the Air", de Faryl Smith. O álbum foi gravado durante um período de seis semanas em Londres e a lista de faixas foi escolhida por Cowell. Johnston descreveu o processo de gravação como "brilhante", e que era "muito bom – por apenas estar em um estúdio de gravação e conhecer as diferentes pessoas". O álbum estreou nas paradas britânicas no 5º lugar e terminou a semana na 4ª colocação. O álbum vendeu 100 mil cópias e ganhou disco de ouro pela apresentadora de televisão Penny Smith. Os críticos responderam positivamente ao álbum, Kate Leaver escrevendo para o Korea JoongAng Daily, dizendo que Johnston "tem talento mais verdadeiro do que horda de seus anciães musicais" e que "a vulnerabilidade" do desempenho de Johnston no álbum "faz uma experiência musical assombrosa". Na Music Week, o álbum foi descrito como "altamente antecipado" e Johnston foi chamado de "excepcionalmente talentoso".
Após o lançamento do álbum, Johnston se envolveu na campanha Sing Up, aparecendo em escolas de todo o país para encorajar outros jovens a juntar-se a coros. Em dezembro de 2008, Johnston fez uma aparição na feira de Natal de Whitehaven e atuou em um serviço de músicas natalinas em Bradford. Johnston também foi convidado para acender as luzes de Natal de Carlisle e se apresentar nas comemorações. Mike Mitchelson, do Conselho Municipal de Carlisle, descreveu Johnston como "um dos nossos heróis locais".

### Hiatus e 2010
Em setembro de 2009, Johnston anunciou que estaria tirando um ano sabático após sua voz modificar-se, mudando-o para tenor. Ele já havia se comportado como soprano. O mesmo disse que "os tutores [do Royal Northern College of Music] disseram que poderiam treinar novamente a minha voz. É o mesmo que já foi, apenas mais profundo". A voz de Johnston mudou de tenor para barítono. Depois de permanecer fora da mídia por dois anos, ele se juntou ao Coro Nacional da Juventude , dizendo: "Eu sou apenas mais um garoto lá – ninguém se concentra no Britain's Got Talent e estou feliz com isso". Em 2011, recebeu uma medalha de ouro da Royal School of Church Music; As apresentações públicas desse ano incluíram um concerto de caridade, junto com os organistas John Bromley e Tony Green, na Igreja de São Paulo, Helsby, em novembro.
Em setembro de 2013, Johnston tornou-se bacharel em música pelo Royal Northern College of Music, sob a tutela de Jeff Lawton, que anteriormente o havia ensinado no Junior College. Ele imediatamente se juntou ao Coro da Câmara e ao Coro da Catedral de Manchester, mas disse que ainda pretendia cantar com o Coro da Catedral de Carlisle, onde fosse possível. Enquanto estudava, o canto de Johnston foi afetado negativamente por ele ter quebrado o nariz, resultado de um ataque acidental em uma boate de Carlisle no dia de Ano-novo, em 2014.

## Vida pessoal
A casa de Johnston fica em Stanwix, Carlisle. Sua mãe, Morag Brannock, trabalhou para o Office for National Statistics antes de abandonar seu trabalho para apoiar a carreira do filho. Antes da aparição no Britain's Got Talent, ele frequentou a Trinity School e, posteriormente, recebeu aulas de um tutor pessoal. Johnston disse que "teve muito apoio das pessoas locais quando... participou do Britain's Got Talent", e ele recebeu um prêmio cívico pela excelente conquista do Carlisle City Council em março de 2009.
Entre os interesses de Johnston incluem o jiu-jitsu, no qual ele é faixa preta. O jornal Carlisle News and Star informou em setembro de 2012 que Johnston se tornou a pessoa mais jovem do mundo a ter licença para ensinar o esporte.

## Discografia
| Ano  | Detalhes do álbum                                                                             | Paradas musicais | Paradas musicais | Certificações |
| Ano  | Detalhes do álbum                                                                             | UK               | IRE              | Certificações |
| ---- | --------------------------------------------------------------------------------------------- | ---------------- | ---------------- | ------------- |
| 2008 | One Voice - Lançamento: 29 de setembro de 2008 - Gravadora: Syco (#88697351872) - Formato: CD | 4                | 6                | - UK: Ouro    |